# Topolîne, Vîsokopillea
Topolîne (în ucraineană Тополине) este un sat în așezarea urbană Vîsokopillea din regiunea Herson, Ucraina.

## Demografie
Componența lingvistică a localității Topolîne
     Ucraineană (94,15%)
     Rusă (3,19%)
     Română (1,6%)
Conform recensământului din 2001, majoritatea populației localității Topolîne era vorbitoare de ucraineană (94,15%), existând în minoritate și vorbitori de rusă (3,19%) și română (1,6%).